# Нурієв Анатолій Анатолійович
Нурієв Анатолій Анатолійович (нар. 20 травня 1996, м. Мукачево, Закарпатська область, Україна) — азербайджанський футболіст, атакувальний півзахисник збірної Азербайджану та клубу «Сабах».

## Біографія
Починав займатися спортом у шкільній футбольній секції та СДЮШОР «Мукачево». В 2011 році перебрався до БРВ-ВІК з Володимира-Волинського, а вже наступного року повернувся до «Мукачева».
2013 року став гравцем прем'єр-лігового «Закарпаття», проте грав виключно за другу команду й дублюючий склад, провівши 44 офіційних матчі (2 голи) за 3 сезони.
Після розформування «Говерли», як на той час називалося «Закарпаття», в 2016 році виступав за ФК «Мункач» у Чемпіонаті Закарпатської області. Того ж року перейшов до ФК «Середнє» з однойменного селища на Закарпатті, де провів півтора сезони та був кращим бомбардиром обласної першості. Успішна гра нападника привернула увагу професійних клубів, і Нурієва було запрошено до кам'янської «Сталі». За цей клуб у 2018 році гравець провів 7 матчів у Прем'єр-лізі. По завершенні сезону 2017/18 «Сталь» було розформовано.
З 2018 року виступав за клуб «Минай», який того року набув професійного статусу та стартував у Другій лізі чемпіонату України. За три сезони у футболці закарпатців провів за команду 84 матчі у всіх турнірах, в яких забив 36 голів. За цим показникам посідає перше місце серед кращих бомбардирів «Минаю» за всю історію.

## Досягнення
Переможець Кубка Азербайджану: 2024/25
 Переможець Першої ліги України: 2019/20
 Срібний призер Другої ліги України: 2018/19
 Срібний призер Чемпіонату Закарпатської області: 2017

## Статистика виступів

### Професіональна ліга
| Сезон           | Команда            | Турнір            | Матчі | Голи |
| --------------- | ------------------ | ----------------- | ----- | ---- |
| 2013–2014       | Говерла (Ужгород)  | чемпіонат (дубль) | 14    | 2    |
| 2014–2015       | Говерла (Ужгород)  | чемпіонат (дубль) | 15    | 0    |
| 2015–2016       | Говерла (Ужгород)  | чемпіонат (дубль) | 15    | 0    |
| 2017–2018       | Сталь (Кам'янське) | Прем'єр-ліга      | 7     | 0    |
| 2017–2018       | Сталь (Кам'янське) | чемпіонат (дубль) | 1     | 0    |
| 2018–2019       | Минай              | Друга ліга        | 23    | 9    |
| 2018–2019       | Минай              | Кубок             | 3     | 0    |
| 2019–2020       | Минай              | Перша ліга        | 29    | 17   |
| 2019–2020       | Минай              | Кубок             | 5     | 2    |
| 2020-2021       | Минай              | Прем'єр-ліга      | 22    | 10   |
| 2020-2021       | Минай              | Кубок             | 2     | 0    |
| Усього за Минай | Усього за Минай    | Усього за Минай   | 84    | 36   |
| 2021-22         | Колос              | Прем'єр-ліга      | 13    | 1    |
| 2021-22         | Колос              | Кубок             | 1     | 0    |
| 2021-22         | «Сумгаїт»          | PRL               | 5     | 1    |
| 2022-23         | «Сабах»            | PRL               | 32    | 4    |